# Gran Premio di superbike dell'Osterreichring 1994
Il Gran Premio di Superbike dell'Osterreichring 1994 è stata la quinta prova su undici del Campionato mondiale Superbike 1994, è stato disputato il 17 luglio sull'Österreichring e ha visto la vittoria di Carl Fogarty in gara 1, lo stesso pilota si è ripetuto anche in gara 2.

## Risultati

### Gara 1

#### Arrivati al traguardo[3]
| Pos. | Nº | Pilota               | Motocicletta | Tempo     | Griglia | Punti |
| ---- | -- | -------------------- | ------------ | --------- | ------- | ----- |
| 1º   | 2  | Carl Fogarty         | Ducati       | 33:32.793 | 1º      | 20    |
| 2º   | 11 | Andreas Meklau       | Ducati       | +0:02.923 | 2º      | 17    |
| 3º   | 23 | Doug Polen           | Honda        | +0:03.196 | 3º      | 15    |
| 4º   | 3  | Aaron Slight         | Honda        | +0:03.498 | 4º      | 13    |
| 5º   | 7  | Stéphane Mertens     | Ducati       | +0:03.713 | 14º     | 11    |
| 6º   | 37 | Simon Crafar         | Honda        | +0:12.403 | 9º      | 10    |
| 7º   | 69 | James Whitham        | Ducati       | +0:16.094 | 5º      | 9     |
| 8º   | 4  | Fabrizio Pirovano    | Ducati       | +0:35.476 | 11º     | 8     |
| 9º   | 87 | Roberto Panichi      | Ducati       | +0:35.679 | 22º     | 7     |
| 10º  | 53 | Robert Phillis       | Kawasaki     | +0:35.882 | 10º     | 6     |
| 11º  | 6  | Piergiorgio Bontempi | Kawasaki     | +0:36.111 | 6º      | 5     |
| 12º  | 99 | Massimo Meregalli    | Yamaha       | +0:36.322 | 20º     | 4     |
| 13º  | 40 | Serafino Foti        | Ducati       | +0:36.544 | 15º     | 3     |
| 14º  | 1  | Scott Russell        | Kawasaki     | +0:36.733 | 13º     | 2     |
| 15º  | 9  | Christer Lindholm    | Yamaha       | +0:49.348 | 12º     | 1     |
| 16º  | 52 | Jochen Schmid        | Kawasaki     | +0:49.588 | 31º     |       |
| 17º  | 96 | Karl Truchsess       | Kawasaki     | +0:51.426 | 19º     |       |
| 18º  | 61 | Roger Kellenberger   | Yamaha       | +0:53.469 | 16º     |       |
| 19º  | 58 | Aldeo Presciutti     | Ducati       | +0:58.939 | 33º     |       |
| 20º  | 76 | Alex Vieira          | Honda        | +0:59.563 | 21º     |       |
| 21º  | 28 | Marcel Ernst         | Kawasaki     | +1:03.881 | 30º     |       |
| 22º  | 46 | Robert Ulm           | Honda        | +1:09.694 | 34º     |       |
| 23º  | 17 | Fabrizio Furlan      | Ducati       | +1:28.571 | 37º     |       |
| 24º  | 57 | Peter Haug           | Honda        | +1:34.818 | 35º     |       |

#### Ritirati
| Nº | Pilota             | Motocicletta | Giri     | Griglia |
| -- | ------------------ | ------------ | -------- | ------- |
| 36 | Valerio Destefanis | Ducati       | +3 giri  | 18º     |
| 95 | Thierry Rogier     | Ducati       | +4 giri  | 27º     |
| 63 | Adrien Morillas    | Kawasaki     | +4 giri  | 32º     |
| 41 | Michaël Paquay     | Honda        | +7 giri  | 26º     |
| 10 | Mauro Lucchiari    | Ducati       | +10 giri | 23º     |
| 91 | Robert Mitter      | Ducati       | +10 giri | 25º     |
| 59 | Mauro Moroni       | Kawasaki     | +11 giri | 29º     |
| 29 | Hugues Blanc       | Ducati       | +12 giri | 36º     |
| 38 | Gianmaria Liverani | Honda        | +14 giri | 28º     |
| 8  | Terry Rymer        | Kawasaki     | +15 giri | 7º      |
| 15 | Paolo Casoli       | Yamaha       | +15 giri | 8º      |

### Gara 2

#### Arrivati al traguardo[4]
| Pos. | Nº | Pilota               | Motocicletta | Tempo     | Griglia | Punti |
| ---- | -- | -------------------- | ------------ | --------- | ------- | ----- |
| 1º   | 2  | Carl Fogarty         | Ducati       | 33:31.787 | 1º      | 20    |
| 2º   | 11 | Andreas Meklau       | Ducati       | +0:02.332 | 2º      | 17    |
| 3º   | 23 | Doug Polen           | Honda        | +0:02.460 | 3º      | 15    |
| 4º   | 3  | Aaron Slight         | Honda        | +0:06.845 | 4º      | 13    |
| 5º   | 7  | Stéphane Mertens     | Ducati       | +0:07.307 | 14º     | 11    |
| 6º   | 37 | Simon Crafar         | Honda        | +0:11.074 | 9º      | 10    |
| 7º   | 15 | Paolo Casoli         | Yamaha       | +0:11.597 | 8º      | 9     |
| 8º   | 52 | Jochen Schmid        | Kawasaki     | +0:31.483 | 31º     | 8     |
| 9º   | 6  | Piergiorgio Bontempi | Kawasaki     | +0:31.733 | 6º      | 7     |
| 10º  | 40 | Serafino Foti        | Ducati       | +0:31.881 | 15º     | 6     |
| 11º  | 8  | Terry Rymer          | Kawasaki     | +0:31.904 | 7º      | 5     |
| 12º  | 1  | Scott Russell        | Kawasaki     | +0:31.927 | 13º     | 4     |
| 13º  | 53 | Robert Phillis       | Kawasaki     | +0:40.097 | 10º     | 3     |
| 14º  | 9  | Christer Lindholm    | Yamaha       | +0:40.099 | 12º     | 2     |
| 15º  | 99 | Massimo Meregalli    | Yamaha       | +0:41.153 | 20º     | 1     |
| 16º  | 87 | Roberto Panichi      | Ducati       | +0:41.159 | 22º     |       |
| 17º  | 76 | Alex Vieira          | Honda        | +0:59.052 | 21º     |       |
| 18º  | 28 | Marcel Ernst         | Kawasaki     | +1:07.127 | 30º     |       |
| 19º  | 46 | Robert Ulm           | Honda        | +1:11.585 | 34º     |       |
| 20º  | 17 | Fabrizio Furlan      | Ducati       | +1:41.038 | 37º     |       |

#### Ritirati
| Nº | Pilota             | Motocicletta | Giri     | Griglia |
| -- | ------------------ | ------------ | -------- | ------- |
| 36 | Valerio Destefanis | Ducati       | +1 giro  | 18º     |
| 10 | Mauro Lucchiari    | Ducati       | +8 giri  | 23º     |
| 69 | James Whitham      | Ducati       | +8 giri  | 5º      |
| 96 | Karl Truchsess     | Kawasaki     | +8 giri  | 19º     |
| 4  | Fabrizio Pirovano  | Ducati       | +9 giri  | 11º     |
| 29 | Hugues Blanc       | Ducati       | +12 giri | 36º     |
| 33 | Brian Morrison     | Honda        | +13 giri | 24º     |
| 91 | Robert Mitter      | Ducati       | +14 giri | 25º     |
| 41 | Michaël Paquay     | Honda        | +15 giri | 26º     |
| 59 | Mauro Moroni       | Kawasaki     | +16 giri | 29º     |